# Francia de Vichy
La Francia de Vichy o régimen de Vichy (en francés: Régime de Vichy), cuyo nombre formal es el Estado Francés, fue el régimen político y gobierno títere instaurado por el mariscal Philippe Pétain en parte del territorio francés y en la totalidad del Imperio colonial francés, tras la firma del armisticio con la Alemania nazi en el marco de la Segunda Guerra Mundial. Gobernó durante la ocupación del país por las fuerzas del Tercer Reich y fue derrotado en agosto de 1944, fecha de la liberación de Francia.
El nombre oficial con que se autodenominó el régimen fue Estado Francés (en francés: «État français»), porque formalmente constituyó una interrupción de la Tercera República —en tanto la denominación «república» desaparece de las actas oficiales del régimen—, por las nuevas leyes constitucionales que liquidaron la democracia parlamentaria, suprimieron las libertades fundamentales y prohibieron los partidos políticos. Este régimen autoritario, con pretensiones totalitarias (o fascistizante), que se encuadraba en los regímenes de ideología fascista de la época, fue un Estado colaboracionista de la Alemania nazi: asumió el mantenimiento de las fuerzas de ocupación, obligó a los jóvenes franceses a trabajar en Alemania para apoyar la economía de guerra nazi, luchó contra la Resistencia y participó activamente en el exterminio masivo de los judíos residentes en el país.
En el momento de la liberación del país, en el verano de 1944, el régimen de Vichy fue declarado «ilegítimo, nulo y sin efecto» (illégitime, nul et non avenu) por el general Charles de Gaulle, considerando que la República nunca había dejado de existir.

## Historia
Tras la invasión de Francia por parte de la Wehrmacht y el consiguiente derrumbe del Ejército francés en junio de 1940, el mariscal Philippe Pétain asume el poder y solicita un armisticio a Alemania, el Armisticio del 22 de junio de 1940. Después de la caída de París el 14 de junio de 1940, el gobierno francés y sus instituciones se reúnen en Burdeos y allí el Senado Francés y la Cámara de Diputados aceptan la renuncia del presidente del Consejo de Ministros, Paul Reynaud, el 16 de junio, y se confía la formación de un gabinete al líder derechista Pierre Laval, quien a su vez impone a los parlamentarios franceses la designación del anciano mariscal Philippe Pétain como Presidente del Consejo de Ministros el 17 de junio con el otorgamiento de "plenos poderes gubernamentales" para celebrar un armisticio con los alemanes bajo la velada amenaza de que, de no hacerlo, Francia se arriesgaba a unas condiciones de paz mucho más duras con el triunfante III Reich. 
Un grupo de 80 senadores franceses se opone al proyecto de Laval para firmar un armisticio con los nazis, pero son una minoría que pierde credibilidad ante la evidente derrota de los aliados en la Batalla de Francia. La evacuación británica hace más difícil sostener la idea de una resistencia a ultranza y el ejército francés no se halla en condiciones de detener a la Wehrmacht. La posibilidad lanzada por Reynaud de retirar el gobierno a Argelia y combatir desde allí a los nazis es completamente rechazada. El 17 de junio, la Cámara de Diputados y el Senado aceptan cesar sus funciones y transferir toda la autoridad a Pétain y a Laval, mientras en la tarde de ese mismo día el general de brigada Charles de Gaulle, viceministro de Defensa, huye al Reino Unido para manifestar su rechazo a la paz por separado con Alemania. El nuevo Gobierno establece desde el inicio una política colaboracionista con el régimen nazi, celebrando primero el armisticio del 22 de junio de 1940, por el cual Francia capitula ante el III Reich, dejando solo al Reino Unido y sus colonias como únicos países enemigos de la Alemania nazi. 
Como consecuencia del armisticio, el ejército alemán ocupa el norte de Francia inclusive París y toda la costa atlántica de Francia, abarcando casi el 60% del territorio metropolitano de Francia, donde el poder efectivo reside en la jefatura de la Wehrmacht aunque de jure el Tercer Reich reconoce formalmente la autoridad de Pétain sobre todo el territorio francés. 
No obstante, de inmediato Hitler procede a establecer un régimen administrativo puramente alemán sobre las regiones de Alsacia y Lorena, anexándolas en la práctica al Reich, estableciendo la germanización de ambos territorios y expulsando a los habitantes que desean conservar la nacionalidad francesa. En el resto del país se establece la autoridad teórica del gobierno de Pétain, aunque en la práctica las tropas alemanas se mantienen en las posiciones ocupadas el 22 de junio de 1940 y la Wehrmacht se constituye como autoridad máxima en dicha Zona Ocupada. Además, la región Nord-Pas-de-Calais pasará a estar dirigida por el gobierno militar alemán de Bruselas.
Vichy es una de las 4 subprefecturas del departamento de Allier, situada en el centro de Francia, al norte de la región de Auvernia en el corazón de la antigua "provincia de Bourbonnais", lugar de origen de los Borbones, y a 55 km de Clermont-Ferrand, capital de la región. Se trataba ya entonces de una pequeña ciudad turística, cuyas fuentes termales eran muy visitadas, y con una gran cantidad de hoteles y casas de veraneo, así como con líneas telefónicas y telegráficas que la conectaban fácilmente con el resto de Francia. Por estas características, en el verano de 1940 Laval eligió Vichy como sede temporal para el nuevo gobierno, en tanto que Burdeos era un puerto en la costa del Océano Atlántico que quedaría sujeto a la administración directa de la Wehrmacht, mientras que Lyon (la otra gran ciudad de la zona libre) era una sede tradicional de los socialistas franceses y en potencia hostil al nuevo gobierno; los grandes hoteles de Vichy fueron requisados para albergar entidades administrativas del nuevo régimen. 
Para mantener la apariencia de un gobierno "autónomo", Laval decidió instalar la sede administrativa del gobierno colaboracionista en alguna gran urbe de la Francia no ocupada, pero ello no fue posible por cuestiones de seguridad y por presión alemana, de modo que con el paso de los meses se determinó tácitamente que Vichy constituía la sede del gobierno en la práctica, aunque nunca fue declarada oficialmente como "capital". 
Inmediatamente el régimen impuso una serie de políticas de inspiración fascista, persiguiendo a la masonería y repudiando públicamente la alianza con el Reino Unido y la democracia parlamentaria de la III República Francesa.
El 10 de julio de 1940 se estableció una nueva estructura del régimen, suspendiendo numerosos artículos de la Constitución de 1875 y cambiando el nombre oficial del país a "Estado Francés" (État Français) para evitar la denominación de "República". Pétain fue proclamado "jefe del Estado Francés" y Laval ocupó el cargo de Presidente del Consejo de Ministros.

## Ideología
La Révolution nationale (pronunciación en francés: /ʁevɔlysjɔ̃ nasjɔnal/, Revolución Nacional) fue el programa ideológico oficial impulsado por el Régimen de Vichy (el “Estado Francés”) que había sido establecido en julio de 1940 y dirigido por el mariscal Philippe Pétain. El régimen de Pétain se caracterizó por el antiparlamentarismo, el rechazo de la separación constitucional de poderes, el cultismo de la personalidad, el antisemitismo patrocinado por el estado, la promoción de los valores tradicionales, el rechazo de la modernidad, el corporativismo y la oposición a la teoría de la lucha de clases. A pesar de su nombre, el proyecto ideológico fue más reaccionario que revolucionario, ya que se opuso a la mayoría de los cambios introducidos en la sociedad francesa por la Revolución.

## Cronología

### Julio 1940 - noviembre 1942

#### El primer gobierno de Laval

Mapa de Francia de junio de 1940 a noviembre de 1942. Al norte la zona bajo ocupación de la Alemania nazi (en rosa pálido). Al sur la Francia de Vichy (en lila). La zona ocupada por las tropas italianas (en verde) se extiende hasta cubrir la zona lila con rayas oblicuas a partir de noviembre de 1942. En rojo aparece el litoral francés bajo gobierno militar alemán directo y las regiones de Alsacia y Lorena anexadas al Tercer Reich en 1940. La línea punteada azul es la "línea de demarcación" impuesta como frontera interna por la Wehrmacht, de cruce restringido.

El gobierno de Vichy quedó dominado inicialmente por la figura política de Pierre Laval, quien desde el inicio buscó aumentar la colaboración del régimen con la Alemania nazi, pese a la difícil situación de Francia en lo político y financiero. Aunque la guerra no había causado destrucciones masivas, en el armisticio del 22 de junio se había pactado que el gobierno francés asumiría todos los costos de sostener a las tropas alemanas de ocupación, lo cual suponía una carga financiera de varios millones de francos franceses al mes. Además, el Tercer Reich mantenía como prisioneros de guerra a cerca de 1.800.000 militares franceses (entre reclutas, técnicos, y oficiales) y rehusaba repatriarlos a pesar de que este enorme número comprendía obreros y campesinos muy necesarios como mano de obra; la repatriación de estos se impuso como necesidad meses después pero fue muy lenta, y hacia 1945 aún vivía casi medio millón de prisioneros franceses en suelo alemán. 
La Francia de Vichy gozaba de una autonomía práctica bastante reducida , también en materia económica, debido a que la Zona Ocupada de Francia abarcaba gran parte de los centros industriales estratégicos (como París y su región adyacente), la mayoría de ciudades altamente pobladas (París, Burdeos, Lille, Brest), y la mayor producción industrial y agrícola (concentrada en los departamentos del norte y centro de Francia), además que todo el litoral atlántico -y sus puertos- estaba bajo control militar alemán, por lo cual el régimen de Vichy asumió control efectivo solamente sobre un área equivalente al 40% del país, donde existían relativamente pocas industrias y menos infraestructura que en el resto de Francia.
Si bien la Wehrmacht no estaba estacionada en la zona libre, la seguridad interna de esta dependía solamente de las fuerzas policiales del régimen y de un ejército francés (el "ejército del armisticio") reducido a solamente 100.000 hombres en todas sus armas, prohibido de poseer artillería pesada ni tanques. El tránsito entre las dos zonas de Francia era controlado estrictamente por las autoridades militares alemanas, llegando inclusive a interrumpirse la comunicación postal en los primeros meses de ocupación, y estaba prohibido el paso libre a los civiles.
Inicialmente Alemania mantuvo hacia el régimen de Vichy las mismas políticas que hacia cualquier estado extranjero, permitiéndole mantener relaciones diplomáticas con otros Estados, y manteniendo en la administración pública a funcionarios nativos al ser imposible reemplazarlos por servidores alemanes. Además de ello, Hitler designó un embajador especial ante Vichy, Otto Abetz, para cuidar que la política interior de Vichy se mantuviera conforme con los objetivos trazados por Alemania. 
En simultáneo, la ocupación alemana empezó a perder popularidad cuando ya en agosto de 1940 el Tercer Reich dictó las primeras normas para la germanización de Alsacia y Lorena, excluyéndolas de la administración militar basada en la Wehrmacht e integrando ambas zonas en Alemania como nuevos Gaue, lo cual implicaba una anexión territorial en la práctica.
Laval intentó impulsar la colaboración con el nazismo patrocinando la Entrevista de Montoire entre Pétain y Adolf Hitler el 24 de octubre de 1940, además de asegurar Laval a los alemanes que de las tropas coloniales francesas defenderían los territorios bajo su dominio contrataques del Reino Unido o de la Francia Libre, pero rehusando por su parte declarar la guerra a los británicos.

#### El gobierno Darlan
La conducta de Alemania respecto a Alsacia y Lorena, así como la negativa de Laval a otorgar poder a los antiguos fascistas y ultraderechistas franceses de la década de 1930, aceleró su destitución por Pétain el 13 de diciembre de 1940, siendo sucedido por el almirante François Darlan, de tendencias también pro alemanas. De hecho, Pétain se mantenía como jefe de Estado gracias a su gran prestigio popular, por lo cual los nazis insistieron en mantenerlo como líder máximo del régimen. Por su parte el almirante Darlan gozaba de gran prestigio entre la marina de guerra francesa (casi intacta al no haber participado en las luchas de 1940) y su violenta anglofobia aseguraba una política de plena colaboración con Alemania.

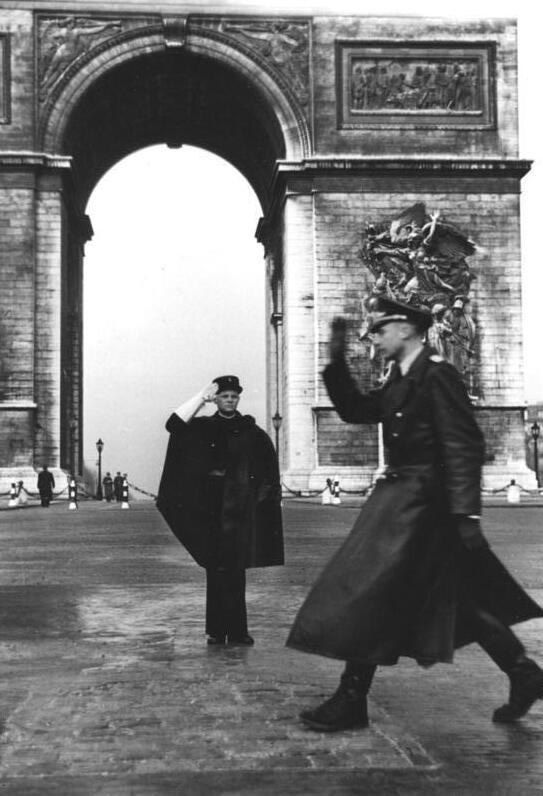
Gendarme francés y oficial alemán saludándose frente al Arco del Triunfo en París en 1941.

A lo largo de 1941 el gobierno de Vichy quedó presidido por el almirante Darlan, pero la escasa pericia política de este implicaba que los grupos colaboracionistas (en ambas zonas de Francia) obstruyeran la maquinaria de la administración pública y causaran así un gobierno especialmente ineficiente en atender los problemas económicos de Francia y atender en simultáneo las demandas de Alemania, para lo cual Darlan buscó ayuda asistencial y diplomática de los aún neutrales Estados Unidos (que mantenían su embajada en Vichy). 
En Indochina las operaciones bélicas de Japón causaron que el régimen de Vichy debiera otorgar grandes concesiones a las fuerzas armadas niponas en las posesiones coloniales francesas, que no podían contar con apoyo de la metrópoli. Del mismo modo, las colonias francesas en Oriente Medio (Siria y Líbano) quedaron con el deber de mantener colaboración con los alemanes en caso de que fuese necesario: ello se mostró durante la revuelta de Irak en marzo de 1941 pero no significó alguna ayuda oportuna en cuanto al avance del Afrika Korps en Libia. 
La invasión alemana de la URSS en junio de 1941 tuvo como consecuencia única que lanzó a la lucha activa a los comunistas franceses, hasta entonces desapercibidos, mientras que la entrada de Estados Unidos en la guerra (diciembre de 1941) cortó las opciones de Darlan de evadir las presiones alemanas usando sus vínculos con los estadounidenses. 
Darlan se esforzó en mantener las mejores relaciones posibles con Alemania, pero su política trató de evitar mayores presiones del Tercer Reich con ayuda de los estadounidenses, estimulando a la Legión Francesa de Combatientes como "brazo político" del régimen. Del mismo modo, Darlan trató de reclutar para su causa al Grupo de Worms, un conjunto informal de grandes capitalistas franceses, amparándose en su hostilidad al comunismo tras la invasión de la URSS contra Alemania. Pese a esto, los colaboracionistas de Vichy y de París rehusaron ser relegados por los grandes propietarios, además que estos de poca ayuda eran ante las presiones alemanas. La entrada de Estados Unidos en la contienda debilitó las esperanzas del Grupo de Worms, consciente del enorme poderío económico de los estadounidenses, por lo cual resultó una alianza inútil para Darlan.
El agravamiento de la situación bélica del Eje tras fracasar la esperanza de un triunfo rápido en la campaña de la URSS, y el hecho que las políticas de Darlan fueran superadas por los acontecimientos, causó que en abril de 1942 Pétain, para satisfacer las exigencias de Hitler, admitiera de nuevo a Pierre Laval en la jefatura del gobierno y destituyera a Darlan.

#### El retorno de Laval
El segundo gobierno de Laval reactivó la colaboración a gran escala con los nazis, dando renovado impulso a la integración económica de Francia en la maquinaria bélica del Tercer Reich, enviando obreros franceses a Alemania de modo forzoso (y creando para ello el "Servicio del Trabajo Obligatorio (STO)") y redoblando la importancia de los voluntarios fascistas franceses que desde agosto de 1941 habían acudido a luchar junto a la Wehrmacht en la campaña rusa, además de aceptar nuevas exacciones económicas del Tercer Reich.

### Noviembre 1942-agosto 1944

#### La ocupación directa

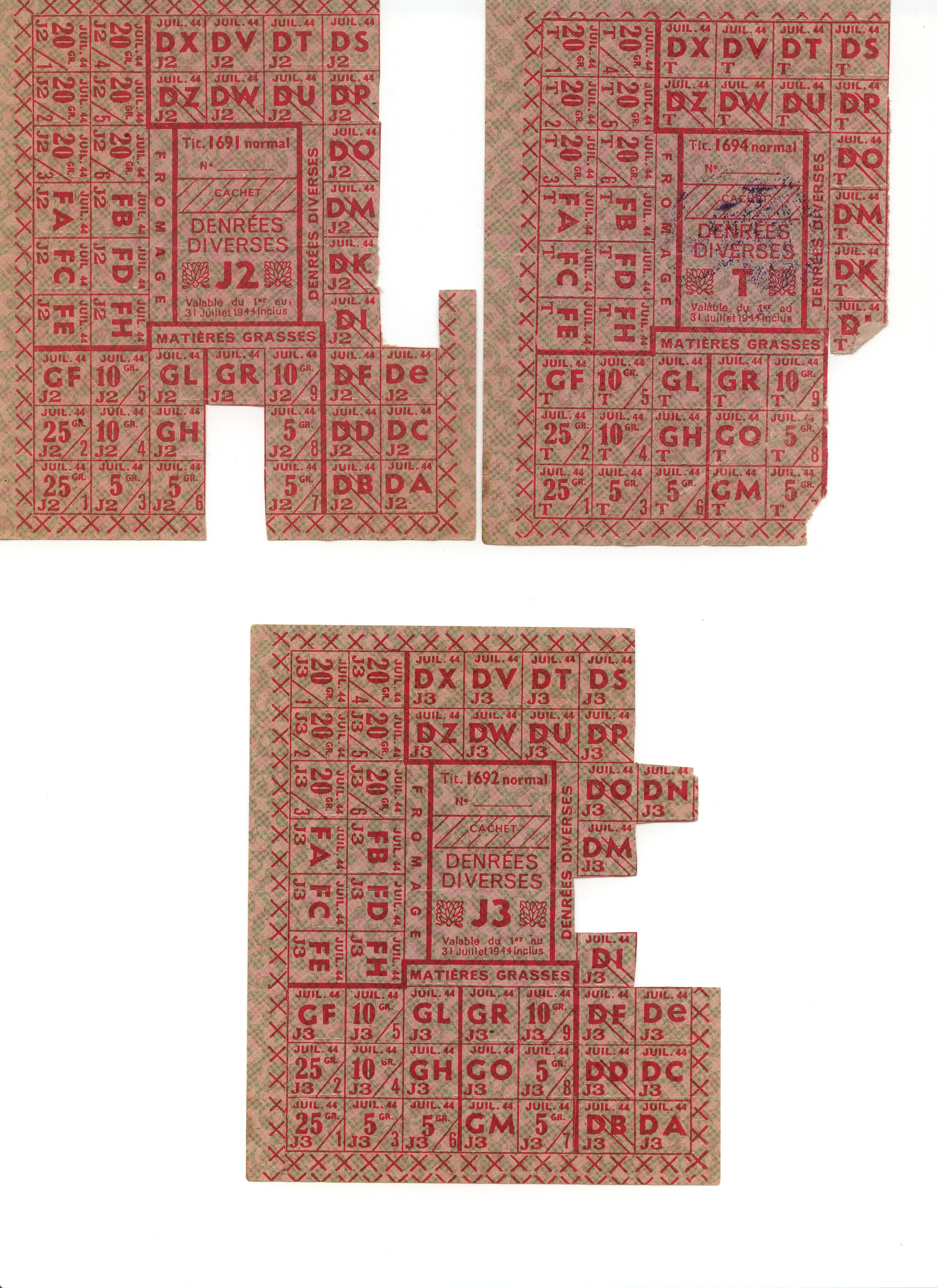
Cartillas de racionamiento en Francia, julio de 1944

De todas formas, Vichy perdió la poca autonomía de la que disponía después de que la "zona no ocupada" fuera invadida por tropas alemanas e italianas el 11 de noviembre de 1942, con lo cual las tropas de la Wehrmacht implantaron su control directo sobre todo el territorio francés y desplazaron del mando a la administración civil francesa, si bien se mantuvo a esta (y al gobierno de Pétain) para mantener la ficción de una Francia independiente y porque para los intereses nazis convenía que la administración siguiera en manos de franceses colaboradores de Alemania debido a los elevados costos humanos y materiales de instalar una burocracia puramente alemana. 
Tras noviembre de 1942 la seguridad interna y la policía en toda Francia quedaron completamente bajo mando de la Gestapo, borrando toda la poca independencia que aún podía exhibir el régimen de Pétain. Durante todo 1943 el gobierno liderado por Laval reforzó la subordinación de Francia a la Alemania nazi mientras las actividades de la Resistencia francesa se extendían por ciudades y campos. Esto motivó a que el gobierno de Vichy auspiciara con gran energía a la Milicia Francesa como fuerza paramilitar destinada a apoyar la represión alemana contra la Resistencia, lo cual significaba una esperanza para Laval y Pétain de mantener el favor de Hitler. En paralelo, la caída de Mussolini y los desembarcos aliados en Italia (julio-agosto de 1943) eliminaban un rival del régimen de Vichy pero aumentaban los temores alemanes de un desembarco de los Aliados occidentales, temor agudizado por cuanto desde mayo de 1943 toda África del Norte estaba bajo control de la Francia Libre o de los británicos. Precisamente por estos motivos el alto mando de la Wehrmacht había destruido con dinamita el barrio portuario de Marsella el 22 de enero de 1943.
A lo largo de 1943 Laval también reforzó la presencia de los antiguos fascistas franceses en la administración, dejando de lado a la burocracia heredada de la Tercera República, pero evitando que los principales colaboracionistas asentados en París como Jacques Doriot o Marcel Déat le desplazaran ante los alemanes. De hecho, Laval logró convencer al embajador alemán Otto Abetz que ningún "colaboracionista" sería tan eficaz para el Tercer Reich como el propio Laval, y que dejar el liderazgo a Déat o Doriot implicaría aumentar el descontento popular y estimular a la resistencia local. Abetz aceptó tal argumento y apoyó la posición de Laval ante Hitler.
Pese a las seguridades dadas por Laval, las dificultades económicas se agudizaron: siguió la escasez de alimentos, el empobrecimiento generalizado de la población, una elevada inflación, y un floreciente mercado negro, mientras los sabotajes de la Resistencia contra la Wehrmacht se hacían cada vez más osados y atrevidos, lo cual debilitaba la autoridad de Laval ante las autoridades de la Wehrmacht a pesar de las gestiones de Abetz. Ante la presión de los colaboracionistas de París, los rumores de un pronto desembarco aliado en Europa, y el creciente poderío de la Resistencia, Hitler requirió a Abetz "fortalecer" el régimen de Vichy dando cabida a los colaboracionistas veteranos pero manteniendo como jefe del gobierno a Laval, lo cual se logró mediante diversas presiones a fines de 1943.
En enero de 1944 Laval formó un nuevo gabinete ultra-colaboracionista  incluyendo a sus viejos rivales parisinos, ante el temor que el temido desembarco aliado le hiciera perder el control del régimen de Vichy, pero para entonces la lucha entre la Gestapo y la Milicia contra la Resistencia francesa había desbordado todo pronóstico, ocurriendo casi a diario atentados de todo tipo contra los intereses alemanes, y descubriéndose redes de apoyo a la Francia Libre entre la antigua burocracia.
El Desembarco de Normandía en junio de 1944 precipitó la crisis final de la Francia de Vichy, pese a los esfuerzos de Pétain y Laval de salvar parte de su poder, ya dependiente por completo de las tropas alemanas en Francia. Ante las derrotas germanas de julio y agosto de 1944 en la Batalla de Caen y la Bolsa de Falaise y la revuelta a gran escala lanzada por la Resistencia (que mató el 28 de junio al periodista pronazi Philippe Henriot), Hitler y Abetz convinieron en que el gobierno de Vichy debía ser evacuado. 
El éxito de los estadounidenses en los desembarcos de Provenza y el inicio de la batalla por París determinó que las autoridades alemanas, por orden de Abetz, actuaran el 17 de agosto de 1944 exigiendo a Pétain y Laval trasladar el gobierno de Vichy hacia  Belfort (junto a la frontera suiza), aunque Pétain rehusó dejar Vichy hasta el 20 de agosto.

#### El fin: la "Comisión de Sigmaringen"
Al no poder detenerse el avance aliado, los integrantes del régimen de Vichy fueron sacados de Belfort por orden directa de Hitler y confinados hasta el fin de la guerra en la localidad alemana de Sigmaringen, en Wurtemberg, con lo cual el régimen de Vichy quedó prácticamente extinto. Con este régimen fue evacuado a Alemania un gran número de sus adherentes: Doriot, Déat, Abel Bonnard, Louis-Ferdinand Céline, Paul Marion, Lucien Rebatet, Joseph Darnand, entre otros. La administración del territorio francés donde aún luchó la Wehrmacht hasta diciembre de 1944 quedó en manos exclusivas de autoridades militares.
Mientras tanto los colaboracionistas franceses en Sigmaringen formaban en septiembre de 1944 una "Comisión gubernamental para la defensa de los intereses nacionales" que estaba destinada a actuar como "gobierno en el exilio" aunque Pétain se negaba a ejercer actividades de jefe de Estado al considerarse prácticamente como prisionero en Alemania y Laval rehusó actuar como jefe de gobierno al parecerle inútil dada la situación. Esta "Comisión gubernamental" disfrutó de un régimen de extraterritorialidad en suelo alemán pero su grado de influencia real fue insignificante inclusive entre los franceses situados en Alemania: los obreros franceses retenidos por el Servicio del Trabajo Obligatorio (STO) quedaron bajo control de empresas alemanas y las fuerzas de la Milicia fueron adscritas exclusivamente a las Waffen SS. La "Comisión gubernamental" fue presidida por el colaboracionista Fernand de Brinon, con ayuda de Déat y Darnand, pero Jacques Doriot formó un "Comité de liberación" en la localidad germana de Konstanz por su cuenta, aunque sin patrocinio alemán, que subsistió hasta su muerte el 22 de febrero de 1945. 
En abril de 1945 la región de Wurtemberg fue tomada por fuerzas estadounidenses y también, irónicamente, por tropas de la Francia Libre. Estas tomaron Sigmaringen el 22 de abril tras vencer una débil resistencia alemana, apresando a los colaboracionistas que pudieron hallar. Las fuerzas estadounidenses también entregaron a los franceses libres a los colaboracionistas descubiertos en la zona. 
La conclusión de la guerra llevó aparejada la condena a muerte de Pétain, conmutada luego por cadena perpetua por el general Charles de Gaulle, muriendo preso en la isla de Yeu en 1951. Laval huyó a España, pero fue entregado al gobierno gaullista y fusilado por traición en octubre de 1945.
Varios políticos, principalmente diputados, que habían votado por otorgar los "plenos poderes" a Pétain fueron perseguidos por ello. Tal fue el caso de Robert Schuman, una de las figuras claves de lo que en la actualidad es la Unión Europea (UE).

## Características y justificación del régimen
El 10 de julio de 1940, se delegaron plenos poderes en el Mariscal Pétain, señalando el fin oficial de la Tercera República Francesa, reemplazada por el "Estado Francés" (État Français) como nombre oficial del país; Pétain toma el poder con la convicción de que Francia se encuentra en estado de decadencia. Según el régimen, el individualismo, la industrialización y el crecimiento de las grandes ciudades han corrompido las escalas naturales de poder, también el igualitarismo republicano y la influencia extranjera se condenan como los causantes de la destrucción de los valores franceses y como los motivos indirectos de la derrota bélica ante Alemania. 
Gran parte de la propaganda de Vichy insistirá en que la democracia es la causante de la desunión en la sociedad francesa y que la competencia entre partidos políticos junto con sus consecuencias (libertad de expresión, debate político, etc.) ha sido un factor debilitador para Francia, la cual solo se salvaría como nación adoptando una política fascista y entrando en la órbita de influencia nazi. 
El régimen de Vichy exalta además una economía basada en la agricultura y los valores tradicionales de inspiración conservadora, con un marcado inmovilismo social. Todo esto coincide con las demandas alemanas de que Francia, país altamente industrializado en 1940, someta su poderío industrial a las exigencias económicas del Tercer Reich (impidiendo además que la industria francesa compita con la alemana) y se concentre mayormente en la producción agrícola para acentuar la dependencia económica francesa.
Pétain y sus colaboradores desarrollan así un "nacionalismo de exclusión" que busca en la existencia de enemigos internos una justificación a su existencia; debido a esto los comunistas, los judíos, los gitanos o los miembros de la masonería comienzan a ser perseguidos. En el caso de los judíos, se promulgan leyes antisemitas el 3 de octubre de 1940 y el 2 de junio de 1941 (el Estatuto de los judíos), a imitación de las Leyes de Núremberg fijadas por el Tercer Reich. Poco después los judíos residentes en Francia serían perseguidos para ser enviados al exterminio en Alemania.
El régimen de Vichy buscaba la creación de un nuevo orden a través de los principios de rechazo al individualismo y exaltación de la familia como centro de la sociedad, dando a estas ideas el nombre de "Revolución Nacional", la cual difícilmente puede ser implementada debido a la mala situación financiera del régimen y al hecho que su economía (incluso limitada al 40% del territorio francés) debía atender primero los requerimientos industriales del Tercer Reich. 
De hecho, una de las demandas alemanas era que los gastos de alimentación, combustible, alojamiento, y transportes de la Wehrmacht en suelo francés fueran cubiertos por el gobierno de Vichy, para ahorrar gastos al Tercer Reich lo cual suponía en la práctica un pesado tributo financiero indirecto en perjuicio de Francia. De igual forma, las autoridades alemanas exigen en la Zona Ocupada el traslado forzoso de industrias a Alemania (llevando consigo a sus obreros cualificados franceses), y cuando ello no fuera posible determinaban el control gubernamental alemán sobre la actividad industrial dentro de Francia.
El régimen incurre en serias contradicciones como la lucha contra el papel del estado en amplios aspectos de la vida social (con el lema « trop d’Etat ») a la vez que se incrementa el número de funcionarios y se crean corporaciones de inspiración fascista destinadas a la organización de la sociedad y al control de la población. Asimismo se exalta un nacionalismo en función de la rivalidad francesa contra el Reino Unido y contra "el judaísmo internacional" aliado del mundo anglosajón, pero al mismo tiempo se hace cada vez más ostensible ante la población que el régimen de Vichy solo puede actuar dentro de las pautas que la Alemania nazi le permita, siendo que ni Pétain ni Laval están en condiciones de formular una negativa ante las presiones de Hitler.

## Colaboración con el nazismo

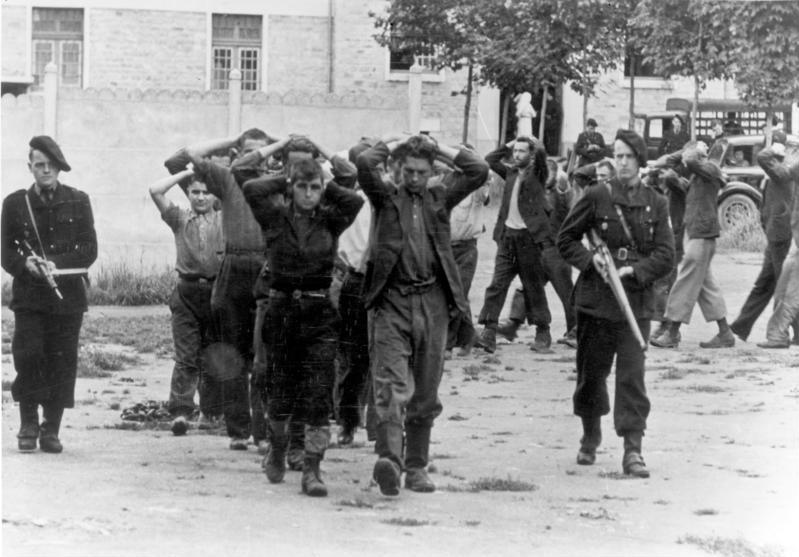
Miembros de la Resistencia francesa detenidos por la milicia del gobierno de Vichy (julio de 1944).

El régimen de Vichy se caracterizaba por su apoyo y "colaboración de Estado" con el régimen nazi que tiene su origen en las condiciones del armisticio que, entre otras cosas, obligaba a apoyar el esfuerzo bélico alemán. La colaboración económica empobrece a Francia, que a través de transferencias de manufacturas y mano de obra apoya a la industria alemana en detrimento de las necesidades de su propia población. La colaboración militar también ocurre a través de la cesión de algunas bases militares africanas mientras en la metrópoli se establece la cooperación policial francesa (de gran magnitud) para ser cómplice del Holocausto y de la lucha contra la resistencia.
La policía y la Milicia Francesa, creada por el régimen de Vichy en 1943, se vincularon estrechamente con la Gestapo y las Schutzstaffel (SS) para el combate a la Resistencia Francesa y la persecución de opositores. Fueron deportados más de 70.000 judíos franceses a campos de concentración, de los que la cuarta parte fue arrestada durante la redada del Velódromo de Invierno (Rafle du Vel' d'Hiv). La implantación del Servicio del Trabajo Obligatorio (STO) permitió enviar a 650.000 trabajadores (entre voluntarios y forzados) a Alemania como ayuda al esfuerzo de guerra alemán entre 1940 y 1944. Los miembros de la Resistencia, los masones, los sindicalistas y los comunistas (estos últimos perseguidos con mayor empeño desde el inicio de la Operación Barbarroja en 1941) fueron perseguidos y entregados a las fuerzas de ocupación.
De igual forma, la colaboración con Alemania impulsó que grupos colaboracionistas formasen regimientos militares para colaborar con la Wehrmacht en la Operación Barbarroja contra la URSS en junio de 1941, fundando la "Légion des volontaires français contre le bolchévisme", o simplemente "Légion des volontaires français", LVF, de 2,800 hombres designados por la Wehrmacht como Infanterieregiment 638, donde sirvieron hasta 6,500 individuos. Conforme avanzaba la guerra los colaboracionistas lograron formar otras tropas que se integraron con veteranos de la "Milicia Francesa" y de la LVF para unirse a las Waffen SS y combatir en el Frente Oriental, donde se creó la División Carlomagno que permaneció luchando al lado de los nazis incluso hasta la Batalla de Berlín en 1945. 
Los franceses que se opusieran al Armisticio del 22 de junio de 1940 (y que, por tanto, se unieran a los británicos para seguir la lucha contra Alemania) fueron condenados a muerte "en ausencia" por el régimen de Vichy, tal sentencia alcanzó a Charles de Gaulle y a todos sus partidarios exiliados.
Conviene resaltar que desde el armisticio de 1940 los alemanes arrestaron a numerosos republicanos españoles que habían luchado al lado del ejército francés, sacándolos de los campos de prisioneros de guerra para deportarles a campos de concentración en Alemania, sin que el régimen de Vichy se opusiera. La mayoría de estos españoles fueron trasladados al campo de concentración de Mauthausen-Gusen. Junto con la persecución a los exiliados de España, Vichy también debió aceptar la orden alemana de entregar a la Gestapo a todos los exiliados alemanes antinazis o judíos que se habían refugiado en Francia desde 1933.

## Relaciones diplomáticas con los Aliados
Entre 1940 y 1942 muchos países mantuvieron una representación diplomática en Vichy para mantener abierta una vía de diálogo con el régimen de Pétain. Además de las potencias del Eje y los países neutrales, EE. UU. mantuvo relaciones diplomáticas con Vichy hasta noviembre de 1942.
Una de las mayores preocupaciones del Reino Unido (que no reconocía al régimen de Vichy como gobierno legítimo de Francia) era que la flota de guerra francesa no cayese bajo control alemán, una de las pocas concesiones que Pétain había conseguido de Adolf Hitler en el armisticio de 1940. Las relaciones diplomáticas con los británicos se rompieron en julio de 1940, cuando Churchill mandó atacar la flota francesa estacionada en el puerto de Mazalquivir (Operación Catapult) porque el gobierno de Vichy se había negado a que la flota francesa se pusiera a salvo en zonas controladas por la Armada británica.
Alentado por el Gobierno británico, que quería a pesar de todo tener algún canal de comunicación con el Gobierno francés, Canadá mantuvo su embajador en Vichy, así como EE. UU., que pensaban poder vigilar así que el régimen de Pétain no acordara a los alemanes más concesiones que las establecidas en el tratado del armisticio. Ambos países rompieron sus relaciones con Vichy solo en noviembre de 1942, cuando tropas alemanas e italianas invadieron la llamada zona libre.
Australia mantendrá su embajada también hasta entonces, pero ello no le impidió tener relaciones diplomáticas en simultáneo con la Francia Libre del General Charles de Gaulle. La Unión Soviética, en virtud del Pacto Ribbentrop-Mólotov, conservó una embajada en Vichy hasta que rompió relaciones en junio de 1941, cuando la Alemania nazi invadió su territorio en lo que se conoció como Operación Barbarroja.